# Karim Bennani
Karim Bennani (* 3. September 2007) ist ein marokkanischer Tennisspieler.

## Karriere
Bennani spielt seit 2021 auf der ITF Junior Tour. Nach zwei kleineren Titeln im Jahr 2022, gewann er 2023 einen Titel der Kategorie J100 im Einzel und Doppel. 2024 folgte ein J200-Titel. Mit den US Open qualifizierte sich Bennani im September 2024 als Lucky Loser das erste Mal für ein Grand-Slam-Turnier teil, wo er die zweite Runde erreichte. Bei den French Open im selben Jahr stand er im Doppel das erste Mal im Hauptfeld und erreichte mit seinem Landsmann Reda Bennani, mit dem er nicht verwandt ist, die zweite Runde. In der Junioren-Rangliste ist Platz 53 im Februar 2024 sein Bestwert. Bis Ende 2025 ist Karim Benanni noch als Junior spielberechtigt.
Bei den Profis spielte Bennani 2022 seine ersten Turniere. Er ist vor allem auf der drittklassigen ITF Future Tour aktiv, wo er im Einzel und Doppel je einmal ein Halbfinale erreichte und sich damit in der Tennisweltrangliste platzierte. Der einzige Auftritt auf einer anderen Turnierebene erfolgte 2024 in Marrakesch, als Bennani für das ATP-Tour-Event eine Wildcard an der Seite von Hamza Karmoussi im Doppel bekam. Sie unterlagen zum Auftakt Guido Andreozzi und Miguel Ángel Reyes Varela in zwei Sätzen.